# 매드 어바웃 유
《매드 어바웃 유》(영어: Mad About You)는 NBC에서 1992년부터 1999년까지 방영한 미국의 시트콤이다.
한국에는 결혼 이야기라는 제목으로 소개되었다.
2019년 스펙트럼에서 부활 시켜 시즌 8을 방영하였다.

## 출연

### 주연
- 폴 라이저 - 폴 버크먼 역
- 헬렌 헌트 - 제이미 버크먼(결혼 전 스템플) 역
- 앤 램지 - 리사 스템플, 제이미의 언니 역
- 릴라 켄즐 - 프랜 데브나우 역
- 리처드 카인드 - 마크 데브나우 역
- 존 팬코 - 아이라 버크먼 역
- 신시아 해리스 - 실비아 버크먼 역
- 루이 조리치 - 버트 버크먼 역

### 조연
- 리사 쿠드로
- 스티븐 라이트